# Brian Williams
Brian Williams är en brittisk elektronisk musiker som av många anses ha skapat musikgenren dark ambient under namnet Lustmord.

## Historia
Williams började spela in musik som Lustmord 1980 innan han gick med i SPK 1982. Han har i sin musik använt ljudinspelningar från bland annat kryptor, grottor och slakterier och kombinerat dem med mässande och tibetanska horn. Hans behandling av akustiska fenomen inneslutna i digitalt utökat basmuller skapar en mörk atmosfär, därav namnet "mörk ambient". Lustmord har bland annat samarbetat med Robert Rich på albumet "Stalker", Jarboe, John Balance från Coil, Clock DVA, Chris & Cosey, Paul Haslinger och den experimentella Sludge metalgruppen The Melvins på "Pigs Of The Roman Empire".
Albumet "Heresy" som släpptes 1990 anses vara en milstolpe inom dark ambient. Williams har bidragit till soundtracket på 44 Hollywoodfilmer som ljuddesigner och vid enstaka tillfällen som kompositör. Mest kända exempel är The Crow (film) och Underworld (film, 2003).
Kring 1999 var Lustmord involverad i TV-spelet Planescape: Torment, hans arbete förblev dock oanvänt då projektet ändrade riktning under arbetet. Sedan dess har han bidragit med musik och ljuddesign till flera projekt, däribland Far Cry Instincts, Underworld och NVIDIA demos, av vilka flera inkluderar samarbeten med Paul Haslinger.
Lustmord arbetade på Tools DVD-singlar, har remixat versioner av "Schism" och "Parabola" som släpptes 20 december 2005 och bidrog även till Tools album "10,000 days" med de atmosfäriska stormljuden på huvudspåret "10,000 days". Senare samarbetade han med Tools sångare Maynard James Keenan på debutalbumet "V is for Vagina" för dennes projekt "Puscifer, han gjorde även remixar till "V is for Viagra. The remixes". Lustmord gjorde så småningom en samling med dubremixar av låtar från "V is for Vagina", känd som " "D" is for Dubby - The Lustmord dub Mixes". Den niospåriga LP:n släpptes för nedladdning 17 oktober 2008, direkt från Puscifers hemsida.
För första gången på 25 år uppträdde Lustmord live som en del av ceremonin under högmässan för The Church of Satan, ceremonin ägde rum 6 juni 2006. En inspelning av framträdandet med titeln "Rising" släpptes. I juli 2008 släpptes Lustmords senaste album "[OTHER]", på det Kalifornienbaserade skivbolaget Hydra Head Records, medverkande på skivan är Adam Jones, King Buzzo och Aaron Turner. För andra gången på 29 år gjorde Lustmord ännu ett framträdande på Unsound Festival i Kraków den 22 oktober 2010.  Han uppträdde igen 15 januari 2011 på Art's Birthdayparty på Södra Teatern i Sverige.

## Diskografi
- 1981 - Lustmørd - Sterile Records SR 3
- 1982 - Lustmordekay - Sterile Records cassette SRC 6
- 1984 - Paradise Disowned
- 1990 - Heresy
- 1991 - A Document Of Early Acoustic & Tactical Experimentation
- 1992 - The Monstrous Soul
- 1993 - Crash Injury Trauma (as Isolrubin BK)
- 1994 - The Place Where the Black Stars Hang
- 1994 - Trans Plutonian Transmissions (as Arecibo)
- 1995 - Stalker (with Robert Rich)
- 1996 - Strange Attractor / Black Star
- 1997 - Lustmord vs. Metal Beast (with Shad T. Scott)
- 2000 - Purifying Fire
- 2001 - Metavoid (Nextera)
- 2002 - Law Of The Battle Of Conquest (with Hecate)
- 2002 - Zoetrope (Nextera)
- 2004 - Carbon/Core
- 2004 - Pigs Of The Roman Empire (with Melvins)
- 2006 - Rising (livealbum)
- 2007 - Juggernaut (with King Buzzo)
- 2008 - [ O T H E R ]
- 2008 - "D" is for Dubby - The Lustmord Dub Mixes
- 2009 - [ THE DARK PLACES OF THE EARTH ]
- 2009 - [ T R A N S M U T E D ]
- 2009 - [ B E Y O N D ]
- 2009 - [ O T H E R D U B ]
- 2010 - The Word As Power (work in progress)